# Schalfkogl
Schalfkogl är en bergstopp i Österrike.   Den ligger i distriktet Imst och förbundslandet Tyrolen, i den västra delen av landet, 400 km väster om huvudstaden Wien. Toppen på Schalfkogl är 3 153 meter över havet.
Terrängen runt Schalfkogl är huvudsakligen bergig, men den allra närmaste omgivningen är kuperad. Runt Schalfkogl är det ganska glesbefolkat, med 38 invånare per kvadratkilometer.. Närmaste större samhälle är Sölden, 18,7 km norr om Schalfkogl. 
Trakten runt Schalfkogl består i huvudsak av gräsmarker.